# 月琴

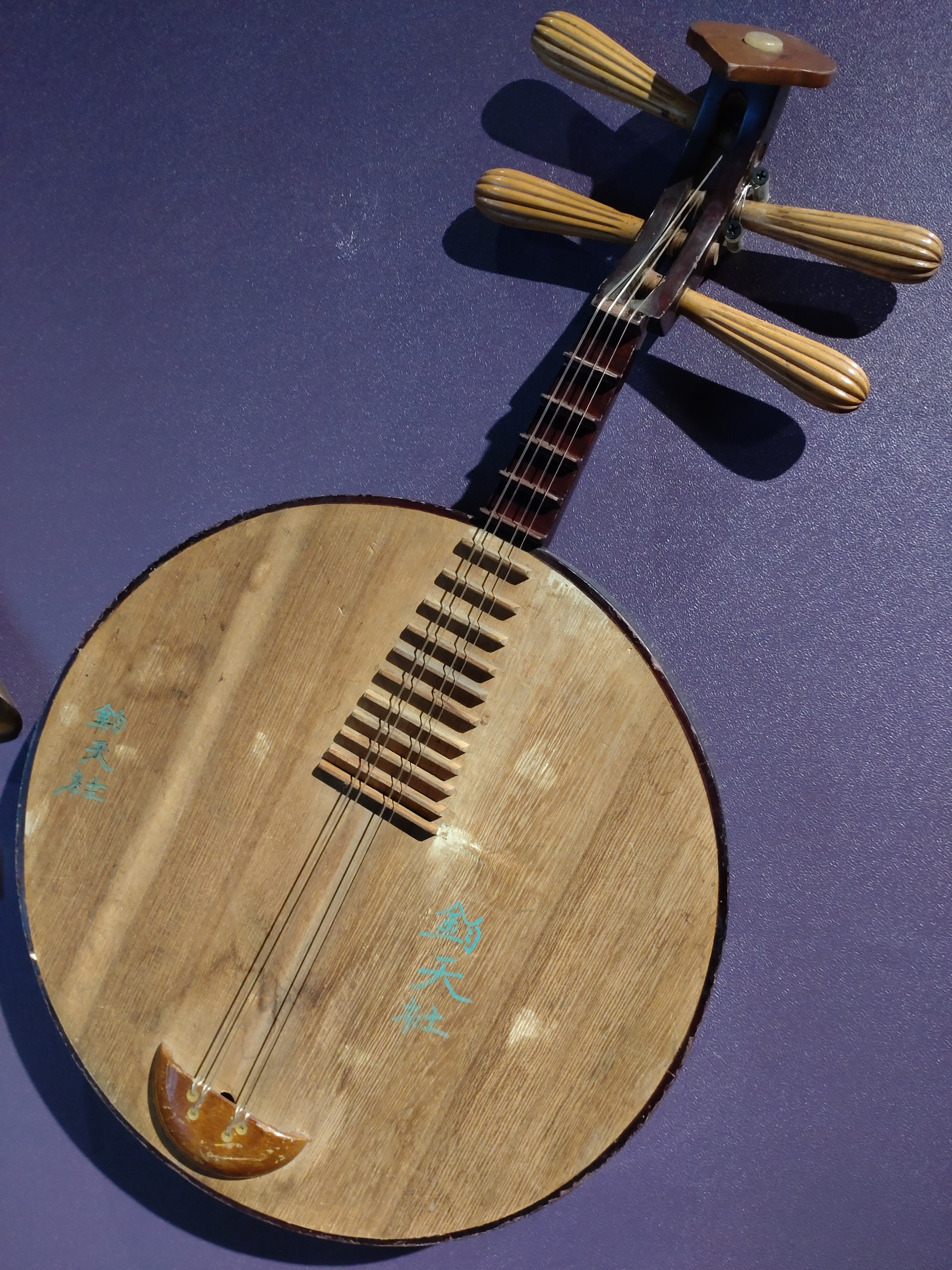
桃園景福宮鈞天社月琴

月琴是一種流传于东亚的中国传统彈撥樂器，源于阮，身形圓潤，颈柄細短，音色分明、銜接流暢，從宋朝起作为樂器“阮琴”的异名，從清朝開始逐漸和阮琴分家，短頸月琴於1950年正式被中國大陸確立為一種獨立的樂器。

## 歷史
唐代始就有月琴之名，取其形圆似月、声如琴。北宋陈旸《乐书》（卷一四一）载：“月琴，形圆项长，上按四弦十三品柱，象琴之徽，转轸应律，晋阮咸造也。”当时月琴的形制与阮相近，后来逐渐变化。 
中國清朝時期出现八品左右的短颈月琴，之後月琴就越來越與阮琴差別化，因其短胖的構造而特別適合演奏高音，常用于戏曲曲艺的伴奏。
月琴廣泛出現在中國大陸、台灣、日本和越南，早期月琴和阮琴一樣為长颈，一般有十二品左右。
中華人民共和國成立后對中國的所有民族樂器都進行了仔細的定義和現代化改良，1950年代月琴正式和阮琴分道揚鑣，在中國大陸月琴就專指“短颈月琴”；但在東亞其他地區卻不一定，由於缺乏對月琴的官方定義，所以理應歸類為阮琴的“長頸月琴”在台灣、日本和越南也能被算作是月琴。
日本和越南的月琴均於19世紀中期受到清朝月琴的影響，因為其聲音的表現力很高，因此被融入日本和越南的民族樂器之中；台灣的月琴同時受到明朝月琴、清朝月琴和日本月琴的三重影響，因此在台灣月琴的種類和定義較為雜亂，但也衍生出豐富的演奏文化。
月琴可以按十二平均律增加品數以拓寬音域，改良共鳴箱構造以放大音量，並開辦月琴專業，劉錫津等作曲家創作許多月琴曲和月琴協奏曲。
短颈月琴通常使用木制圓形音箱，亦有八角形音箱的品种。面背板中間橫置2音樑，音樑中間有2音柱。張4根弦，通常是5度定弦，演奏時左手按弦，右手持撥子彈奏，音域約2個8度。音量較小，音色清脆柔和，適合抒情性的說唱，可以烘托故事的氣氛，多用於戲曲、曲藝和歌舞伴奏，也用於合奏。

## 漢族月琴

### 京劇月琴
京劇月琴（京月琴）與京胡、京二胡配合，是京劇唱腔最主要的3件頭伴奏樂器，合稱「3大件」，負責樂隊的旋律部。京二胡被發明前，京劇樂隊的3大件是：京琴、京劇月琴、京劇三弦；京琴、京二胡、京劇月琴、京劇三弦合稱「4大件」。
在台灣，京劇文武場伴奏用的京劇月琴通常用1弦月琴，有時用2弦月琴。台灣北管音樂使用的北管月琴（北月琴）形制極接近傳統京劇月琴，通常有1條弦，有時2條弦。
傳統京劇月琴有1至4條弦，可能有以下幾種情形：
- 1弦月琴
- 2弦月琴，同音
- 2弦月琴，5度定弦
- 3弦月琴，2條同音，1條與另外2條為5度定弦
- 3弦月琴，同音
- 4弦月琴，2同音弦一組，2組為5度定弦
- 4弦月琴，同音

### 台灣月琴
是台灣歌仔戲、歌仔說唱、民謠說唱重要的樂器。琴頸較長，音箱為木製圓形，偶有6角形或8角形，面板常用台灣泡桐所製，設4相7品，張2條弦，偶有3條弦（其中2弦同音），以純4度定弦為主，演奏恆春民謠曲牌《四季春》等特定曲調時用純5度定弦。早期用蠶絲弦，現常用尼龍弦，頗流行使用釣線。
在台灣，台灣月琴、殼子弦、大廣弦、品仔（台灣笛）合稱「4大件」。
常用月琴彈唱或伴奏的歌仔曲有台北哭（三空仔；賣藥仔哭；賣藥仔調；乞食調；紅土調；江湖調，以空弦3-6 mi-la的士工管演奏）、雜唸仔（雜嘴仔；雜碎仔，以空弦2-5 re-sol的合尺管演奏）、大哭（正哭）、小哭（艋舺哭；崁仔腳哭）、反哭（新哭；彰化哭；宜蘭哭）、台南哭（九字哭）、七字仔（以空弦3-6 mi-la的士工管演奏）等，常搭配大廣弦、洞簫或與殼子弦、大廣弦、台灣品仔（台灣笛）4大件為主組成樂隊。
士工管空弦3-6 mi-la，合尺管空弦2-5 re-sol，上六管空弦5-1 sol-do。
台灣屏東的恆春調有思想起、五孔小調、平埔調、四季春、牛尾絆等。

### 南月琴
台灣月琴在20世紀初從台灣傳到福建南部（閩南），用於閩南的歌仔和歌仔戲伴奏，同樣設4項7品，但張3條弦（其中2弦同音）的情況多於台灣。
最有名的月琴彈唱傳承人是台灣去的溫紅塗（紅土）和他的學生邵江海、紀芋如（曾到台灣發展）。
台灣月琴、殼子弦、大廣弦、台灣品仔（台灣笛）4大件因為是台灣樂器而在中日戰爭期間被陳儀主政的國民黨當局查禁，邵江海和林文祥等溫紅塗的學生以南管的三弦代替月琴，發明六角弦代替殼仔弦，以低胡代替大廣弦，以尺八、洞簫代替品仔。

## 彝族月琴
彝族等少數民族亦以有彈奏月琴的傳統。

## 日本清樂月琴
日本的明清樂中也大量使用月琴，其中明樂（日本風格的明朝音樂）以長頸月琴，即今日之阮琴為主；而清樂（日本風格的清朝音樂）以短頸月琴為主，兩者皆以月琴為主演樂器。
中国的月琴在唐代传入日本，19世纪30年代达到最盛时期，遍及一般人家。第二次世界大战时，月琴在日本被禁，战后又得以恢复。

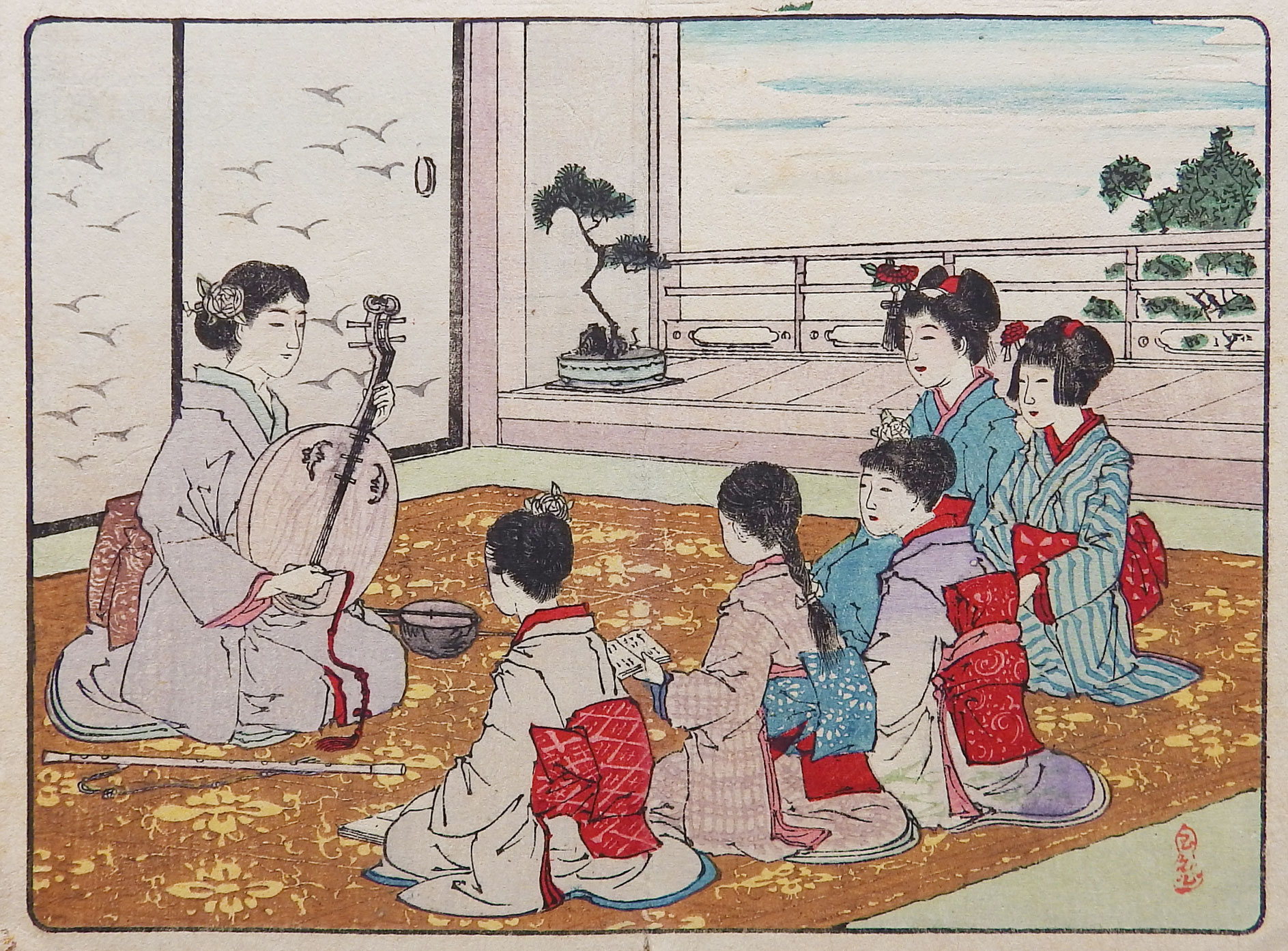
長原梅園『月琴俗曲今様手引草』明治22(1889年)5月
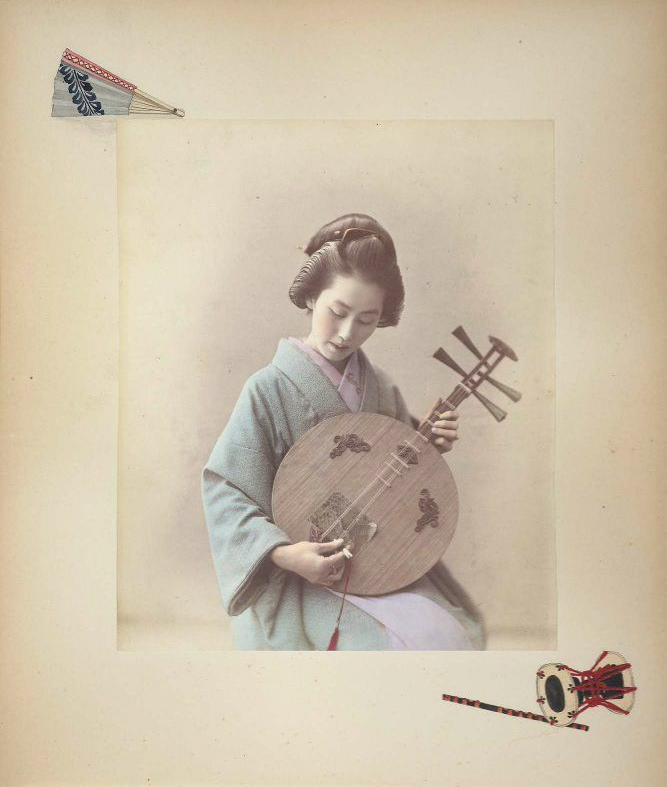
1886年左右
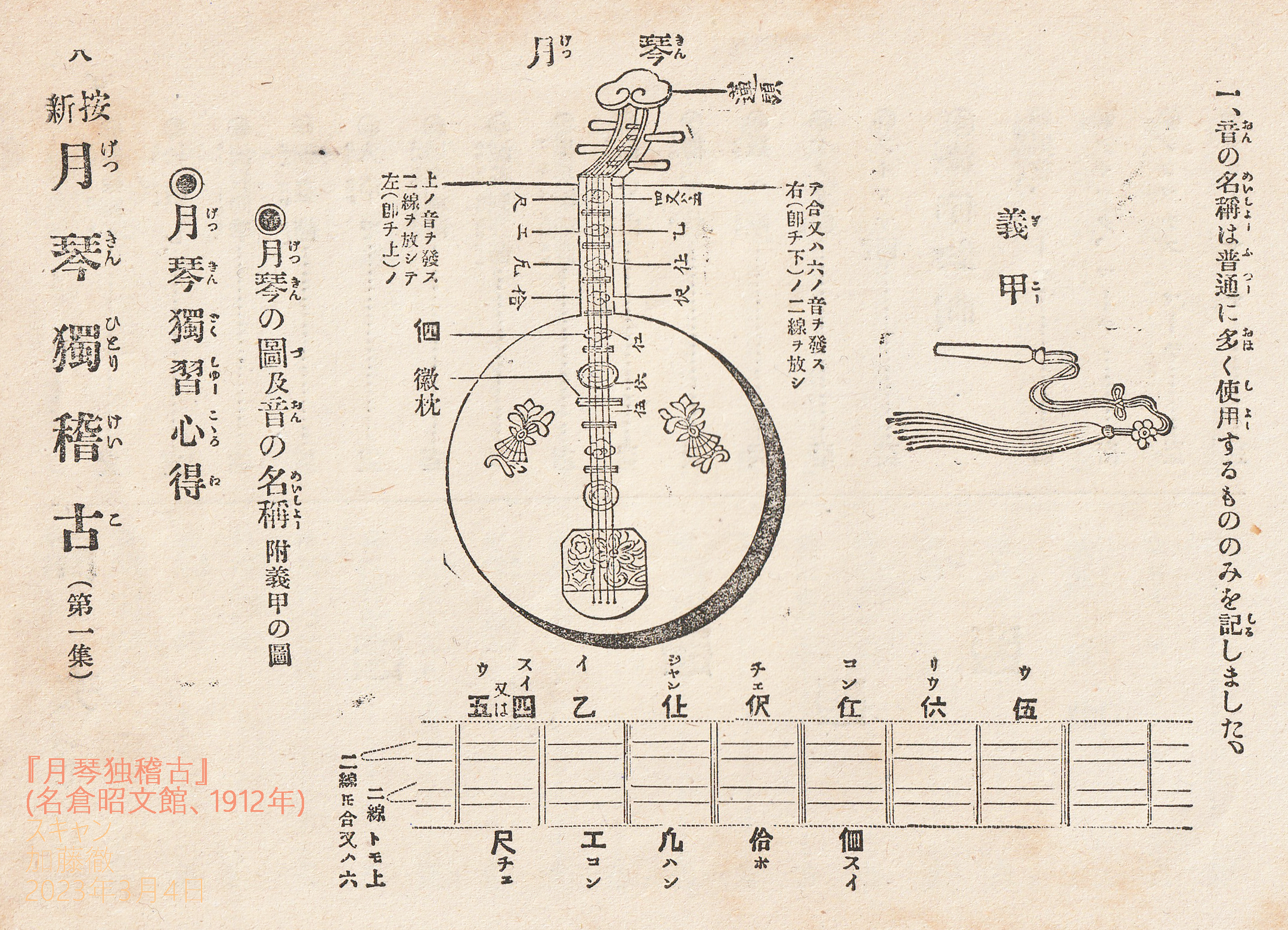
『月琴獨稽古』明治45(1912年)
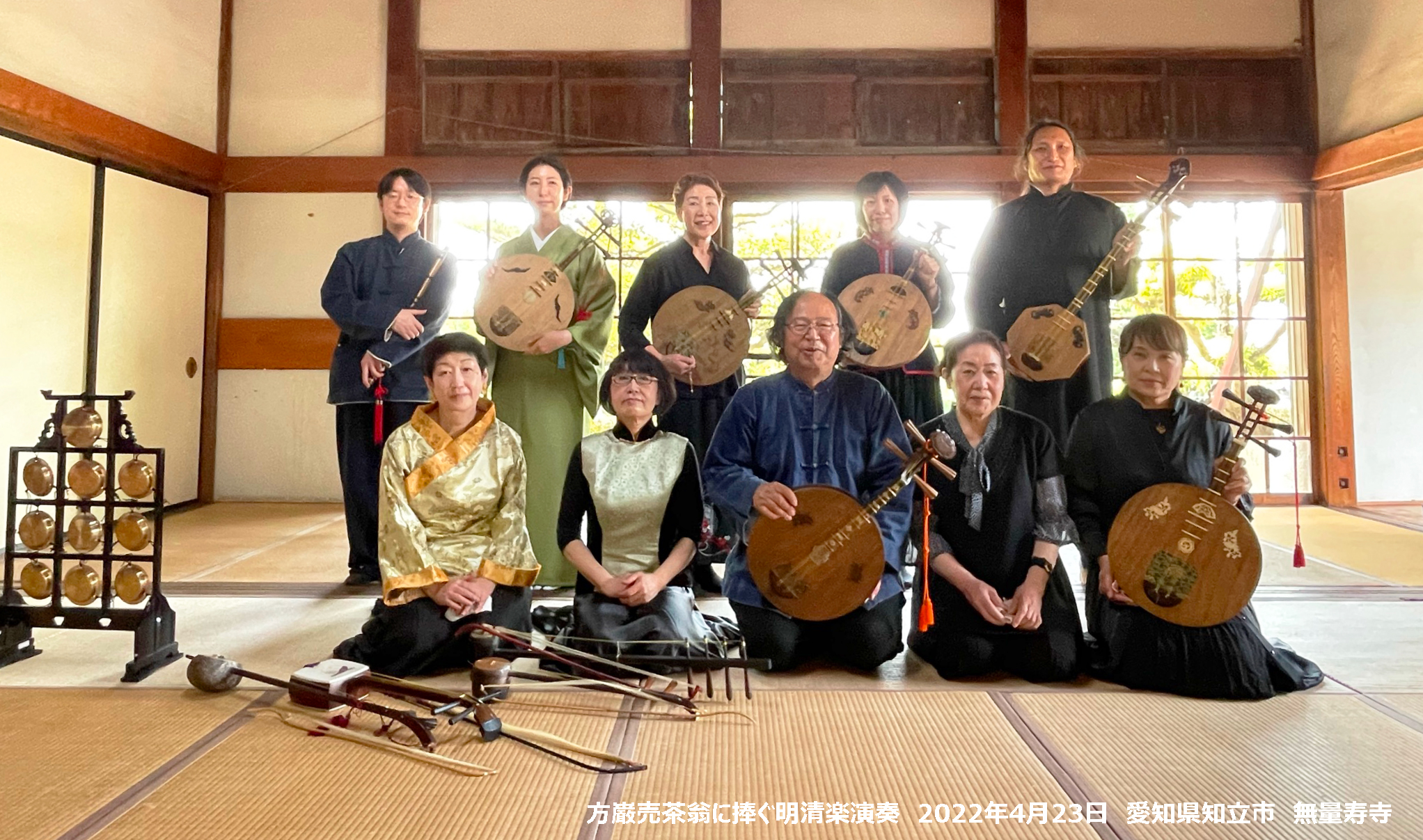
明清樂演奏會(2022年4月)
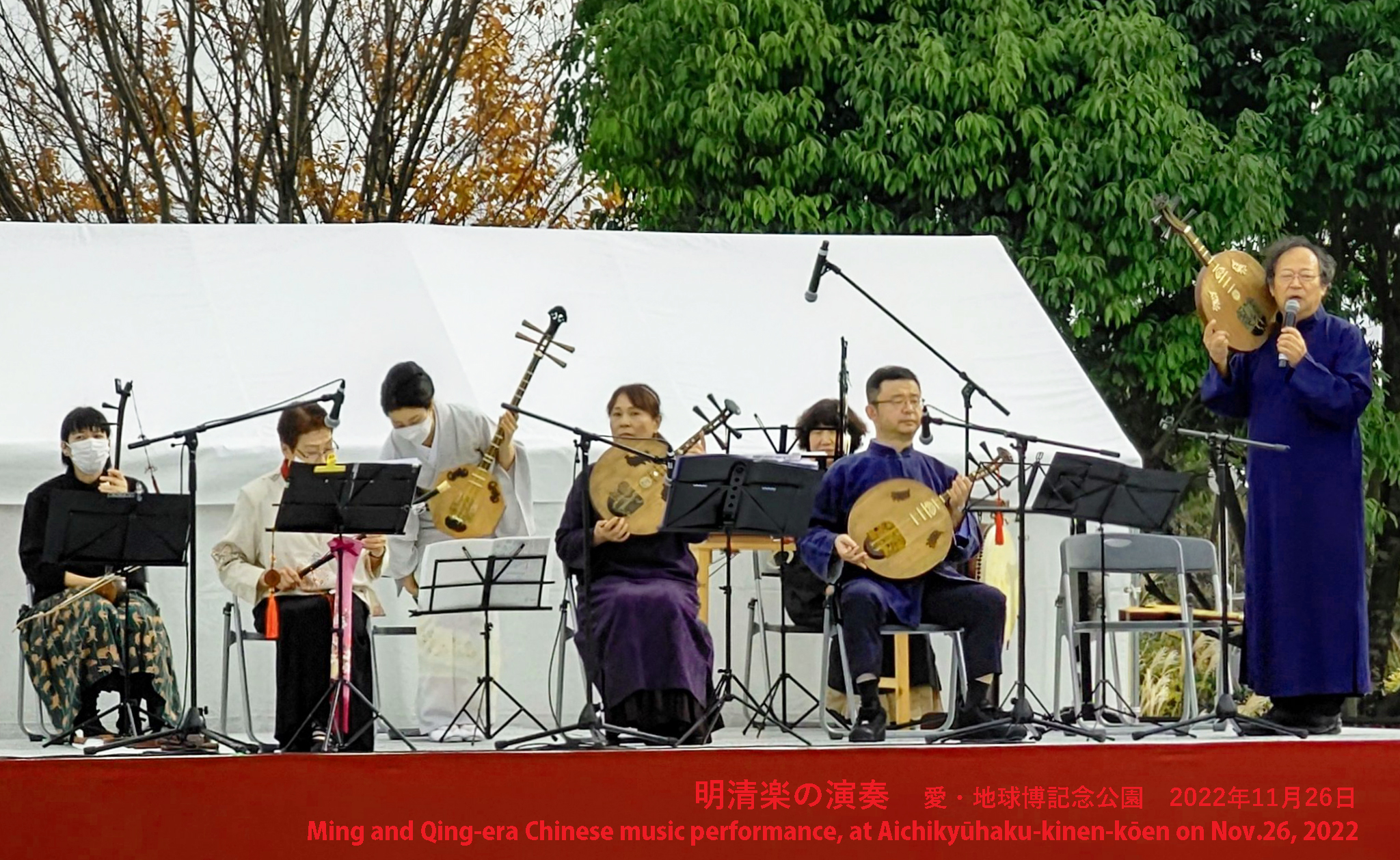
明清樂露天音樂會(2022年11月)

## 月琴演奏家

### 中国大陆月琴（兼京劇月琴）
- 馮少先
- 雷群安

- 沙瑪烏芝(彝族)

### 台灣月琴

#### 歌仔
- 汪思明（原名汪乞食，溫紅塗、陳玉安的師兄，台北大稻埕人，歿）
- 溫紅塗（又名溫紅土，汪思明的師弟，陳玉安的師兄，人講是台南人，歿）
- 陳玉安（又名陳加走，汪思明、溫紅塗的師弟，台北縣今新北市人，歿）
- 呂柳先（原名呂石柳，台北縣今新北市人，汪思明的學生，歿）
- 陳冠華（原名陳水柳，台北萬華人，歿）
- 吳天羅（雲林土庫人，歿）
- 邱鳳英（原名邱查某，楊秀卿的老師）
- 楊秀卿（台北縣今新北市人，歿）
- 洪堯進（彰化二林，歿）
- 簡金發（簡壬癸）（宜蘭人）
- 許再添（彰化市人，歿）
- 蔡春安（台中沙鹿人，歿）
- 王玉川（新竹市人，歿）
- 楊金鳳（彰化鹿港人）
- 劉文亮（歿）
- 柯銘峰

#### 恆春調
- 陳達（屏東恆春人，歿）
- 張新傳（屏東恆春人，歿）
- 張文傑（屏東恆春人，歿）
- 朱丁順（屏東恆春人，歿）

### 台灣北管月琴
- 林宗仁（臺北板橋人，歿）

### 南月琴
- 邵江海（溫紅塗的學生）
- 紀芋如（溫紅塗的學生，曾到台灣發展）
- 鄭解放

## 民樂月琴重要創作樂曲

### 1950年代
- 《松花江漁歌》1958年，馮少先、曹大泡

### 1980年代
- 《北方民族生活素描》1980年，劉錫津
- 《鐵人之歌》1980年，劉錫津

### 1990年代
- 《北大荒狂想曲》，隋利軍
- 《樹上的搖籃》，孟慶彪
- 《阿瑪架》，孟慶彪

### 年代不明
- 《雙牛耕田》
- 《挖河泥》
- 《挑河泥》
- 《夜耕》
- 《春天》
- 《錫山之夜》